# 森友政勝
森友 政勝（もりとも まさかつ、1907年〈明治40年〉1月8日 - 1982年〈昭和57年〉11月18日）は、戦時中から戦後にかけて日本における農業実習を説いた人物である。

## 略歴
福岡県田川郡香春町生まれ、田川農林高等学校を経て鳥取高等農業学校（現・鳥取大学農学部）、農林省（現・農林水産省）を経て、秋田県農業試験場で研究員として勤務していたが、第二次世界大戦で森友三治（満州国副参事官、満州国にて死亡）、森友一（日本海軍、戦死）が亡くなり森友家の跡継ぎ不在となったため、福岡県へ帰郷。帰郷後も農業研究の経験を活かし、農業実習の指導や農村における副業についても研究・指導、また国連職員としてモンゴルでの農業普及にも貢献した。

### 学歴
- 1924年（大正13年）3月 福岡県立田川農林学校卒業（第5回生）
- 1927年（昭和2年）3月 鳥取高等農業学校卒業（第4回生）

## 著書
- 「兎の飼ひ方」財団法人富民協会（大阪市）1946年　https://ndlsearch.ndl.go.jp/books/R100000002-I000000845466
- 「日本の野菜」福岡県立田川農林高等学校同窓会1976年1月　https://iss.ndl.go.jp/books/R100000096-I004761367-00
- 「農村副業の手引」農業書院1948年1月　https://ndlsearch.ndl.go.jp/books/R100000002-I000000844387
- 「農村副業の手引」1950年10月増補新版　https://iss.ndl.go.jp/books/R100000001-I040387745-00
- 「山菜と糧物」青樹書房、朝倉書店（発売）1947年　https://ndlsearch.ndl.go.jp/books/R100000002-I023908772
- 「畜産」日本青年教育會1940年3月青年学校農業教科書　https://iss.ndl.go.jp/books/R100000096-I000251813-00
- 「農業實習の指導原理」地人書館1935年　https://ndlsearch.ndl.go.jp/books/R100000002-I000000768477
- 「畜産加工の實際」養賢堂1937年－經濟農藝叢書 第10,12 上巻 , 下巻　https://ndlsearch.ndl.go.jp/books/R100000001-I31111101010552
- 「代用食品に就て：未利用可食資源」秋田縣食糧營圑1945年　https://iss.ndl.go.jp/books/R100000096-I000091583-00

## 記事・論文
- 「セイロン紅茶の生産事情」掲載誌　農業および園芸／養賢堂［編］33（1）1958-01　                                                                               国立国会図書館オンライン  請求記号Z18-396  国立国会図書館ID 10076430  https://ndlonline.ndl.go.jp/#!/detail/R300000002-I10076430-00
- 「セイロン島の香料植物」掲載誌　農業および園芸／養賢堂［編］33（4）1958-04　                                                                               国立国会図書館オンライン  請求記号Z18-396  国立国会図書館ID 10076672  https://ndlsearch.ndl.go.jp/books/R000000004-I10076672
- 「下関・彦島の副業温室経営」掲載誌　農耕と園芸　7（12）1952-12　p.42～43  https://ndlsearch.ndl.go.jp/books/R000000004-I10085811
- 「北九州の切花経営ー暖地花作りの苦心ー」掲載誌　農耕と園芸　7（9）1952-08　p.52～53  https://ndlsearch.ndl.go.jp/books/R000000004-I10085935
- 「セイロンにおける中小企業と家内工業」掲載誌　アジア問題　4（6）1956-07　https://ndlsearch.ndl.go.jp/books/R000000004-I4999223
- 「農閑期を活かす沢庵漬の生産」掲載誌　農耕と園芸 8（14）1953-12　p.30～31  https://ndlsearch.ndl.go.jp/books/R000000004-I10086003
- 「九州における水稲畦立栽培」掲載誌　農耕と園芸  7（7）1952-06　p.36～37　https://ndlsearch.ndl.go.jp/books/R000000004-I10085906
- 「セイロン国に於ける農村手工業とその改良方策について」掲載誌　国際食糧農業　6（5）（通号57）1957-05  https://ndlsearch.ndl.go.jp/books/R000000004-I543013
- 「マレイシアにおける村落工業開発 海外農村通信」掲載誌　農業技術　24（5）1969-05　p.237～239　https://ndlsearch.ndl.go.jp/books/R000000004-I8415629
- 「堆肥鉢を活かすニューメロンの作り方」掲載誌　農耕と園芸　10（4）1955-04　https://ndlsearch.ndl.go.jp/books/R000000004-I10085236
- 「北九州の生産者からみた果菜の作り方売り方」掲載誌　農耕と園芸　8（3）1953-03　p.25～27　https://ndlsearch.ndl.go.jp/books/R000000004-I10086026
- 「イラン国の家内工業－現地報告」掲載誌　国際食糧農業　9（8）1960-07　https://ndlsearch.ndl.go.jp/books/R000000004-I637595
- 「カスピ海沿岸の紅茶生産実況」掲載誌　農業および園芸／養賢堂［編］35（10）1960-10　https://ndlsearch.ndl.go.jp/books/R000000004-I9179564
- 「換金作物導入の基準」掲載誌　官民　26（1）　1954-01  p.40～45　https://ndlsearch.ndl.go.jp/books/R000000004-I10103163
- 「秋田県下ニ産スル薬用植物ニ就いて」口述、秋田県衛生課／編　秋田県衛生課1944年　公共図書館蔵書　https://iss.ndl.go.jp/books/R100000001-I012232619-00
- 「九州・長イモの早堀栽培」掲載誌　農耕と園芸　8（4）1953-04　p.39～40　https://ndlsearch.ndl.go.jp/books/R000000004-I10086046
- 「有望な大薯の作り方」掲載誌　農耕と園芸　9（8）1954-07　p.40～41　https://ndlsearch.ndl.go.jp/books/R000000004-I10086175
- 「特産地福岡の事例・水田裏作で高収益・秋蔬菜の採種」掲載誌　農耕と園芸　7（11）1952-11　p.38～39　　https://ndlsearch.ndl.go.jp/books/R100000002-I000000019324
- 「甘藷切干製造法」鳥取高等農業学校校友会出版部　1930（鳥取高農パンフレット）公共図書館蔵書　https://ndlsearch.ndl.go.jp/books/R100000001-I31111100421037